# Boa Tarde São Paulo
Boa Tarde São Paulo foi um telejornal brasileiro exibido pela Band São Paulo entre 4 de abril e 16 de dezembro de 2022. Com apresentação de Adriana Araújo, suas reportagens eram voltadas às cidades da Região Metropolitana de São Paulo, tendo como base pautas sugeridas pelo público via mídias sociais, o que permitia a não utilização do teleprompter.

## História
Em agosto de 2021, veículos de imprensa noticiaram que a Rede Bandeirantes teria contratado a jornalista Adriana Araújo e iniciado o planejamento de um telejornal com apresentação dela, resultado da fusão entre o Band Notícias e o Jornal da Noite, exibidos pela emissora na faixa noturna, porém a mesma não confirmou a informação. Em dezembro, após decidir lançar um noticiário para o início das tardes, a rede oficializou a admissão de Araújo, sendo anunciado em janeiro de 2022 que ela apresentaria seu futuro jornal.
Inicialmente planejado para estrear em março de 2022 na Região Metropolitana de São Paulo com o nome Boa Tarde São Paulo, o noticiário teve como horário traçado o das 12h45 às 13h30, entre o Jogo Aberto, que teria seu tempo reduzido, e Os Donos da Bola com duração de 45 minutos. Posteriormente cogitou-se que os quinze minutos finais fossem transmitidos por todas as emissoras da Band no estado de São Paulo, além de o lançamento ter sido adiado. Em uma nova mudança, ficou decidido que o telejornal estrearia em 4 de abril e seria remanejado para as 14 horas com duração de cerca de 25 minutos.
Em 16 de dezembro, o telejornal foi exibido pela última vez. Seu cancelamento foi uma decisão da Band baseada nos resultados comerciais e de audiência considerados favoráveis de Os Donos da Bola, que teve sua duração aumentada. Posteriormente Araújo foi alçada à apresentação do Jornal da Band.

## Outras versões
Os primeiros 15 minutos do Boa Tarde São Paulo, destinados às emissoras da Band no estado, eram utilizados pela Band Mais para sua versão local do telejornal, apresentada por Bárbara Guimarães, que seguiu no ar mesmo após o cancelamento da matriz. Posteriormente, a versão local também foi descontinuada, sendo substituído pelo telejornal Acontece, que voltou à grade após um hiato. O noticiário originou outras versões de telejornais exibidos nas filiais e afiliadas da Band pelo Brasil, listados abaixo.
| Telejornal         | Emissora      | Ref.   |
| Boa Tarde Bahia    | Band Bahia    | [ 14 ] |
| Boa Tarde DF       | Band Brasília | [ 15 ] |
| Boa Tarde Maranhão | Band Maranhão |        |
| Boa Tarde Minas    | Band Minas    | [ 16 ] |
| Boa Tarde Nordeste | Band Ceará    |        |
| Boa Tarde Paulista | Band Paulista |        |
| Boa Tarde Piauí    | Band Piauí    | [ 17 ] |
| Boa Tarde RN       | Band RN       | [ 18 ] |
| Boa Tarde RS       | Band RS       | [ 19 ] |